# Microsoft Flight Simulator X
Microsoft Flight Simulator X (abreviado como FSX) é um simulador de voo de 2006, originalmente desenvolvido pela Aces Game Studio e publicado pela Microsoft Game Studios para Microsoft Windows. É a sequência do Microsoft Flight Simulator 2004 e o décimo jogo da série Microsoft Flight Simulator, lançada pela primeira vez em 1982. É construído em um mecanismo de renderização de gráficos atualizado, apresentando recursos DirectX 10 no Windows Vista e foi comercializado pela Microsoft como o marco tecnológico mais importante da série na época. FSX é a primeira versão da série a ser lançada em mídia DVD.
Em dezembro de 2012, mais de seis anos após seu lançamento, o sistema multiplayer do FSX pela rede GameSpy foi descontinuado. Em 9 de julho de 2014, a Dovetail Games, desenvolvedora do Train Simulator, anunciou que assinou um contrato de licenciamento com a Microsoft para continuar o desenvolvimento do FSX e a produção de novos conteúdos. Em 18 de dezembro de 2014, a versão FSX: Steam Edition do simulador foi disponibilizada por meio de distribuição digital via Steam. A versão atualizada dos recursos multiplayer do FSX inclui suporte para Windows 8.1 e além, junto com hospedagem atualizada do FSX através do Steam.
É a última versão do Microsoft Flight Simulator compatível com Windows XP, Vista, 7, 8 e 8.1. 

## Visão geral
O Flight Simulator X marca a décima versão da popular linha de simuladores de voo. Foi lançado oficialmente para o mercado dos Estados Unidos em 17 de outubro de 2006. De acordo com o site da Microsoft para o jogo, uma edição padrão apresenta de tudo, desde navegação de rádio a GPS e rotas aéreas. Também inclui 18 aviões, 28 cidades detalhadas e mais de 24.000 aeroportos com uma versão de luxo com 24 aeronaves e 38 cidades. O jogador pode voar desde um pequeno planador ou uma aeronave experimental leve até grandes jatos. O jogo possui um sistema imersivo do controle de tráfego aéreo e condições climáticas dinâmicas do mundo real. A geografia corresponde à parte do mundo em que o jogador está voando. Jetways e veículos de solo também estão incluídos no jogo.
O Flight Simulator X foi oficialmente apresentado na 2006 International Consumer Electronics Show (CES), como uma vitrine de jogos para o Microsoft Windows Vista e agora também é compatível com o Windows 7, Windows 8 e Windows 10 via Steam. A Microsoft divulgou capturas de tela, bem como uma lista de perguntas frequentes como um comunicado à imprensa no Microsoft Flight Simulator Insider, e várias comunidades de simuladores de voo. Isso também incluiu jogabilidade baseada em missão com aeronaves específicas da missão, bem como uma máquina de renderização atualizado capaz de aumentar os detalhes. Seguindo a Electronic Entertainment Expo (E3) em maio de 2006, a Microsoft publicou novas capturas de tela, vídeos e um trailer oficial. A qualidade gráfica do simulador aumentou muito, comparando a seus antecessores.

## Spinoffs
Em 22 de janeiro de 2009, foi relatado que a equipe de desenvolvimento por trás do produto estava sendo fortemente afetada pelos cortes contínuos de empregos da Microsoft, com indicações de que toda a equipe do Flight Simulator seria demitida. A notícia foi posteriormente confirmada por funcionários da Microsoft, afirmando que eles estavam comprometidos com a franquia Flight Simulator, com expectativas de continuar os lançamentos de produtos da série, mas não tinham nada específico a anunciar naquele momento.  Em 17 de agosto de 2010, a Microsoft anunciou o Microsoft Flight, um novo jogo de simulação que apresentava um motor gráfico ainda mais aprimorado e recursos de simulação melhorados. Em abril de 2012, o Flight foi lançado. Em agosto de 2012, o desenvolvimento do Flight foi cancelado pela Microsoft.

## Características

### Deluxe Edition
O Flight Simulator X foi lançado em duas edições: Standard e Deluxe. Em comparação com a Standard Edition, a Deluxe Edition incorpora recursos adicionais, incluindo um kit de desenvolvimento de software em disco, três aviões com o Garmin G1000 e a capacidade do jogador de atuar como controlador de tráfego aéreo para outros usuários online com uma tela de radar.
A Deluxe Edition adicionou as seguintes aeronaves - Grumman G-21 Goose, Maule M-7 e versões fornecidas com o G1000 no Beechcraft Baron 58, Cessna 172 Skyhawk e o Mooney M20 Bravo.
O pacote Acceleration adicionou outras aeronaves - AgustaWestland EH101, Boeing F/A-18E/F Super Hornet e a versão de corrida do P-51 Mustang.
O Microsoft Flight Simulator X: Gold Edition combina a Deluxe Edition e o pacote de expansão Acceleration em uma única versão.

### Novos recursos
Os novos recursos incluídos no Flight Simulator X incluem:
- Gráficos aprimorados
- Aeroportos com jetways e serviços de solo aprimorados com animações
- Capacidade dos jogadores serem controladores de tráfego aéreo
- Suporte para DirectX 10 (no modo de visualização)
- A Proprietary SimConnect API permite acesso semelhante ao FSUIPC às funções e variáveis do Flight Simulator
- Animações avançadas, incluindo flexões nas asas

### Missões e recompensas
A inclusão de "Missões" adiciona uma nova face à simulação, adicionando objetivos orientados a tarefas e encorajando os usuários a voar em todo o mundo, ao invés de apenas de seu campo de origem. Embora um conceito semelhante estivesse disponível nas versões anteriores, a nova implementação de multi-percursos e situações orientadas a eventos amplia substancialmente o potencial de interação do usuário.
Os pilotos ganham "Recompensas" por completar as missões e alcançar realizações específicas ao longo do jogo (em "Voo Livre"). Algumas das recompensas existem como easter eggs escondidos a serem descobertos pelos pilotos virtuais. Algumas missões tem recompensas múltiplas e ocultas, o recebimento depende da realização de ações adicionais.

### Learning Center
O Learning Center (Centro de Aprendizagem) foi modificado do FS2004, que apresenta ao usuário os vários recursos do FSX. Aulas de voo estão incluídas (e melhoradas em relação às versões anteriores), dublado pelo piloto e instrutor de voo da vida real, Rod Machado. O usuário pode voar um checkride no final do processo de aprendizagem. A conclusão dessas várias corridas de verificação certifica o usuário com classificações de piloto simuladas (por exemplo, Piloto privado, Piloto comercial, Piloto de transporte aéreo, etc). Este recurso também contém arquivos de informações da aeronave que eram, em simuladores anteriores, armazenados no formato Adobe Acrobat.

### Inteligência artificial
Aeronaves controladas por inteligência artificial (AI) são aeronaves não acessíveis ao controle do jogador, feitas principalmente para cenários e ambientes. Às vezes, eles também desempenham um papel fundamental nas missões. Três aeronaves, o McDonnell Douglas MD-83, O Piper Cherokee e o De Havilland Dash 8 foram fornecidos como IA apenas pela Microsoft. O Piper Cherokee mais tarde seria acessível ao jogador como um addon para a edição Steam.

## Adições e expansões

### Service Pack 1
A Microsoft lançou o primeiro service pack (SP1) para o Flight Simulator X em 15 de maio de 2007 para corrigir:
- Problemas na ativação e instalação
- Aprimoramentos de desempenho, incluindo multithreading de de textura e autogen para fornecer melhorias modestas de desempenho em computadores com processador multinúcleo
- Problemas de addon de terceiros
- Problemas de conteúdo[12]

### Service Pack 2
A Microsoft lançou outro service pack para o Flight Simulator X quase ao mesmo tempo que seu pacote de expansão. A atualização era principalmente para usuários do Vista que possuíam adaptadores gráficos compatíveis com DirectX 10 (DX10). Esta versão tira proveito do modelo de shader aprimorado do DX10 e mais pipelines de pixel e melhor desempenho para o Vista, aproximando-se do desempenho geral do FSX no XP. Ele também adiciona a capacidade de jogadores que não possuem o pacote de expansão participarem de atividades multiplayer com usuários do pacote de expansão, junto com suporte para processadores multinúcleo. O FSX-SP2 também corrige mais alguns bugs sobre a versão original do Flight Simulator X. O SP1 não é compatível com SP2 ou Acceleration no modo multiplayer. Pessoas com SP1 não podiam entrar em uma sessão com jogadores que têm SP2 ou Acceleration no modo multiplayer. Para instalar o SP2, o SP1 já devia estar instalado.

### Flight Simulator X: Acceleration
A Microsoft lançou seu primeiro pacote de expansão para o Flight Simulator em anos, chamado Flight Simulator X: Acceleration, para o mercado dos EUA em 23 de outubro de 2007 com classificação E10+ para violência moderada e lançado para o mercado australiano em 1 de novembro de 2007 com classificação G. O Acceleration apresenta novos recursos, incluindo corrida aérea multiplayer, novas missões e três aeronaves totalmente novas, o F/A-18 E/F Super Hornet, o helicóptero EH-101 e o P-51 Mustang. Em muitas avaliações do produto, os usuários reclamaram de vários bugs no lançamento inicial do pacote. Um dos bugs, que ocorria apenas na Standard Edition, é que a aeronave Maule Air Orion usada em uma das missões, tinha indicadores ausentes e outros problemas, pois era apenas uma aeronave da versão Deluxe.
As novas melhorias no cenário cobrem Berlim, Istambul, Cabo Canaveral e a Base Aérea Edwards, fornecendo alta precisão tanto na textura da foto subjacente (60 cm/pixel) quanto nos detalhes dados aos elementos 3D.
O Flight Simulator X: Acceleration pode ser compatível com Windows Vista, Windows 7 e o DirectX 10 também.
O pacote de expansão inclui código de ambos os service packs. Portanto, instalá-los é desnecessário.

### Steam Edition
Em 18 de dezembro de 2014, a Dovetail Games lançou o Flight Simulator X no Steam, intitulado Microsoft Flight Simulator X: Steam Edition. Inclui conteúdo que foi fornecido com o FSX: Gold Edition original, que inclui FSX: Deluxe Edition, o pacote de expansão Acceleration e ambos os Service Packs oficiais e os reembala em um pacote e uma única instalação. A Steam Edition também inclui uma revisão do suporte multiplayer para passar pelo Steam, em vez do extinto GameSpy, com compatibilidade aprimorada para o Windows 7, 8 e posteriormente o 10, ajustes de desempenho, incluindo uma recompilação completa usando o VS2013.
Além disso, a Dovetail Games trabalhou com desenvolvedores e editores existentes para distribuir seu conteúdo no Steam como DLC. Atualmente, existem mais de 200 addons para FSX: Steam Edition, com mais de 35 desenvolvedores disponíveis na loja Steam, incluindo Aerosoft, PMDG, Orbx Simulation Systems, Real Environment Xtreme (REX), Carenado, Virtavia e outros.
A maioria dos addons desenvolvidos para as versões originais do FSX são compatíveis com o lançamento do Steam Edition.

### Atualização DirectX 10
Uma prévia do mecanismo de renderização DirectX 10 estava disponível com versões posteriores do FSX. Esta atualização trouxe melhorias para a aparência do simulador, principalmente no aspecto do cenário. A água e o terreno, em particular, tornaram-se muito mais vibrantes, com reflexos e iluminação precisos. Os usuários podem facilmente voltar para o DirectX 9 por meio de uma alternância no menu de configurações.

## ATC Menu
É o menu onde o jogador pode se comunicar com a liberação de plano IFR (para requisitar autorização do plano de voo), com a equipe de solo (para solicitar o táxi até a pista ou portão), os controladores da torre (na decolagem ou no approach), o controle da região de saída/chegada e com o centro de controle de área (ACC). Ele ainda pode solicitar um novo destino, subida/descida de altitude, cancelar o plano de voo IFR (caso queira continuar a sua rota por (VFR) e escolher a pista onde deseja pousar e sua aproximação (Visual ou ILS). 
No ATC original em inglês são 10 vozes (7 masculinas e 3 femininas) em que o jogador pode escolher para se comunicar com os controladores. Na adaptação do ATC para o português, são 11 vozes (10 masculinas e 1 feminina), sendo algumas gravadas por pessoas reais, e outras criadas através de síntese de voz. Pode-se ouvir algumas falas de fundo quando os controladores estão falando.

## Recepção
Apenas nos Estados Unidos, o Microsoft Flight Simulator X vendeu 1 milhão de cópias no final de 2008. O jogo recebeu críticas geralmente favoráveis. No Metacritic, o jogo detém 80/100 com base em 28 críticos, indicando "críticas geralmente favoráveis". Em GameRankings, ele detém 80%, com base em 28 avaliações.
A IGN deu ao Microsoft Flight Simulator X um 7.0/10, criticando sua taxa de quadros e a falta de melhorias gráficas em relação a seu antecessor Microsoft Flight Simulator 2004: A Century of Flight.
O GameSpot deu ao jogo uma pontuação de 8.4/10, elogiando a atenção do jogo aos detalhes, realismo, melhorias gráficas e missões acessíveis. No entanto, a revisão também apontou problemas de taxa de quadros na maioria dos computadores em 2006.
Em agosto de 2016, o Microsoft Flight Simulator X foi colocado em 23° lugar nos "50 Melhores Jogos de Todos os Tempos" da revista Time.
Os editores da PC Gamer US presentearam o Flight Simulator X com o prêmio de "Melhor Jogo de Simulação" de 2006.